# Paphos Football Club
Maillots
Actualités
Le Paphos Football Club (en grec moderne : Πάφος Φοοτβαλλ Κλυβ), plus couramment abrégé en Paphos FC, est un club chypriote de football fondé en 2014 et basé dans la ville de Paphos.

## Histoire
Le club est issu de la fusion à l'été 2014 des deux clubs de la ville, l'AE Paphos et l'AEK Kouklia.

## Bilan sportif

### Palmarès
| Compétitions nationales |
| - Championnat de Chypre : - Champion : 2024-2025 - Coupe de Chypre : - Vainqueur : 2023-2024 - Finaliste : 2024-2025 - Championnat de Chypre D2 : - Vice-champion : 2014-2015 et 2016-2017. |

### Bilan européen
Légende
- Victoire ou qualification pour le tour suivant
- Match nul
- Défaite ou élimination de la compétition

Note : dans les résultats ci-dessous, le score du club est toujours donné en premier.
| Saison    | Compétition         | Tour                | Club                     | Domicile | Extérieur | Total |
| --------- | ------------------- | ------------------- | ------------------------ | -------- | --------- | ----- |
| 2024-2025 | Ligue Europa        | Premier tour Q      | IF Elfsborg              | 2 - 5    | 0 - 3     | 2 - 8 |
| 2024-2025 | Ligue Conférence    | Deuxième tour Q     | Žalgiris Vilnius         | 3 - 0 ap | 1 - 2     | 4 - 2 |
| 2024-2025 | Ligue Conférence    | Troisième tour Q    | CSKA 1948 Sofia          | 4 - 0 ap | 1 - 2     | 5 - 2 |
| 2024-2025 | Ligue Conférence    | Barrages Q          | CFR Cluj                 | 3 - 0    | 0 - 1     | 3 - 1 |
| 2024-2025 | Ligue Conférence    | Phase de ligue      | Petrocub Hîncești        | N/A      | 4 - 1     | 12e   |
| 2024-2025 | Ligue Conférence    | Phase de ligue      | FC Heidenheim            | 0 - 1    | N/A       | 12e   |
| 2024-2025 | Ligue Conférence    | Phase de ligue      | FK Astana                | 1 - 0    | N/A       | 12e   |
| 2024-2025 | Ligue Conférence    | Phase de ligue      | ACF Fiorentina           | N/A      | 2 - 3     | 12e   |
| 2024-2025 | Ligue Conférence    | Phase de ligue      | NK Celje                 | 2 - 0    | N/A       | 12e   |
| 2024-2025 | Ligue Conférence    | Phase de ligue      | FC Lugano                | N/A      | 2 - 2     | 12e   |
| 2024-2025 | Ligue Conférence    | Barrages            | Omónia Nicosie           | 2 - 1    | 1 - 1     | 3 - 2 |
| 2024-2025 | Ligue Conférence    | Huitièmes de finale | Djurgårdens IF           | 1 - 0    | 0 - 3     | 1 - 3 |
| 2025-2026 | Ligue des champions | Deuxième tour Q     | Maccabi Tel Aviv         | 1 - 1    | 1 - 0     | 2 - 1 |
| 2025-2026 | Ligue des champions | Troisième tour Q    | Dynamo Kiev              | 2 - 0    | 1 - 0     | 3 - 0 |
| 2025-2026 | Ligue des champions | Barrages Q          | Étoile rouge de Belgrade | -        | -         | -     |

## Personnalités du club

### Présidents du club
- Christakis Kaizer
- Sergueï Lomakine
- Christos Glykis

### Entraîneurs du club
- Radmilo Ivančević (2014)
- Sofoklis Sofokleous (2014 - 2015)
- José Manuel Roca (2015 - 2016)
- Demetris Ioannou (2016 - 2017)
- Luka Elsner (2017 - 2018)
- Steven Pressley (2018)
- Željko Kopić (2018 - 2019)
- Jeremy Steele (intérim) (2019)
- Cameron Toshack (2019 - 2020)
- Dmytro Mykhaylenko	(2020 - 2021)
- Stephen Constantine (2021)
- Darko Milanič (2020 - 2022)
- Míchel Salgado (intérim) (2022)
- Henning Berg (2022 - 2023)
- Míchel Salgado (intérim) (2023)
- Juan Carlos Carcedo (2023)

### Joueurs célèbres ou marquants
- Kévin Bérigaud
- Adam Nemec
- Daniel Williams

### Effectif actuel (2024-2025)
| N° | Nat.                   | Poste | Nom du joueur                           |
| -- | ---------------------- | ----- | --------------------------------------- |
| 1  | Drapeau de la Croatie  | G     | Ivica Ivušić                            |
| 2  | Drapeau de Chypre      | D     | Kostas Pileas                           |
| 3  | Drapeau de l'Argentine | D     | Matías Melluso                          |
| 4  | Drapeau de la Tchéquie | D     | Josef Kvída                             |
| 5  | Drapeau de l'Espagne   | D     | David Goldar                            |
| 7  | Drapeau du Brésil      | A     | Bruno Felipe                            |
| 8  | Drapeau de la Guinée   | M     | Mamadou Kané                            |
| 9  | Drapeau du Brésil      | A     | Léo Natel                               |
| 10 | Drapeau du Brésil      | A     | Jairo ()                                |
| 11 | Drapeau du Brésil      | A     | Jajá (prêté par l'Athletico Paranaense) |
| 22 | Drapeau de la Suède    | A     | Muamer Tanković                         |
| 23 | Drapeau des Pays-Bas   | D     | Derrick Luckassen                       |
| 25 | Drapeau du Sénégal     | M     | Moustapha Name                          |

| No. | Nat.                   | Position | Nom du joueur                             |
| --- | ---------------------- | -------- | ----------------------------------------- |
| 26  | Drapeau de la Croatie  | M        | Ivan Šunjić                               |
| 30  | Drapeau de la Roumanie | M        | Vlad Dragomir                             |
| 33  | Drapeau du Brésil      | A        | Anderson Silva (prêté par Alanyaspor)     |
| 34  | Drapeau du Brésil      | M        | Diogo Dall'Igna                           |
| 45  | Drapeau du Brésil      | D        | Rafael Pontelo (prêté par le Sporting CP) |
| 49  | Drapeau du Portugal    | M        | Bruno Tavares                             |
| 55  | Drapeau de la Croatie  | G        | Antonio Cikač                             |
| 70  | Drapeau de Chypre      | A        | Marios Ilia                               |
| 77  | Drapeau du Cap-Vert    | D        | João Correia                              |
| 80  | Drapeau de Chypre      | M        | Christos Efzona                           |
| 88  | Drapeau du Portugal    | M        | Pêpê                                      |
| 93  | Drapeau de Chypre      | G        | Neofytos Michail                          |
| 99  | Drapeau de la Grèce    | G        | Athanasios Papadoudis                     |

#### Joueurs prêtés
| N° | Nat.                 | Poste | Nom du joueur                                              |
| -- | -------------------- | ----- | ---------------------------------------------------------- |
|    | Drapeau de la Russie | D     | Khetag Kochiyev (prêté au Rodina Moscou jusqu'à juin 2025) |
|    | Drapeau du Portugal  | M     | Pedro Pelágio (prêté au GD Chaves jusqu'à juin 2025)       |

| No. | Nat.                   | Position | Nom du joueur                                   |
| --- | ---------------------- | -------- | ----------------------------------------------- |
|     | Drapeau de la Finlande | M        | Onni Valakari (prêté à l'AIK jusqu'à juin 2025) |